# San Pablo (Nandayure)
San Pablo è un distretto della Costa Rica facente parte del cantone di Nandayure, nella provincia di Guanacaste.